# Бражник сосновый
Бражник сосновый (Sphinx pinastri) — бабочка из семейства бражников (Sphingidae). 

## Описание
Размах крыльев 70-96 мм. Передние крылья серого цвета с изогнутой линией на вершине и тремя чёрными чёрточками в центре. Задние крылья коричневато-серые, без рисунка. Брюшко с поперечными чёрными и светло-серыми полосками и продольной серой полосой, разделённой надвое тонкой чёрной линией. Довольно равномерный окрас тела и крыльев варьируется от темно-коричневого до кремового цвета, но основным цветом является серый.

## Биология
Одно поколение в год. Период лёта: с конца мая до середины августа, в зависимости от погодных и климатических условий местности. Бабочки активны с наступлением сумерек, и часто летят на искусственные источники света. Днём сидят неподвижно на стволах хвойных деревьев. Самка выйдя из куколки летает неохотно и обычно дожидается самца для спаривания сидя на дереве. Спаривание происходит ночью и может продолжаться до утра, затем пара остается сидеть на стволе дерева до следующих сумерек. После спаривания самцы отправляются на поиски пищи и новых партнёрш, а самка начинает откладывать яйца.
Оплодотворенная самка откладывает около 100 яиц близко расположенных друг к другу на хвою молодых побегов кормового дерева. Предпочитает, как правило, изолированные деревья или те, которые растут в небольших изолированных группах. Яйцо 1,5-2 мм первоначально имеет тускло-жёлтый цвет, который впоследствии становится красновато-жёлтым. При температуре от 19 до 22 ° С гусеница вылупляется через 6-9 дней, а при более низких температурах через 14-20 дней. Окукливание происходит в почве на глубине 5 см под мхом и опавшими иголками у основания дерева, зимует куколка. При выращивании бабочек в инсектарии отмечено частичное второе поколение.
После вылупления гусеница имеет жёлтый окрас и длина её тела составляет 5 мм. На ранних возрастах гусеницы зелёные с белыми продольными полосами по бокам. Окраска гусеницы меняется с возрастом. На предпоследнем возрасте на спине появляется полоса красновато-бурого цвета, на последнем гусеница имеет грязновато-коричневый окрас со слабо выраженными продольными полосами. На заднем конце тела чёрно-бурый рог. Взрослая гусеница длиной 60-80 мм. Гусеницы в основном питаются хвоей сосны (Pinus sylvestris), не едят хвою молодых побегов, предпочитая прошлогоднюю.
Куколка довольно крупная, тёмно-бурая, с удлинённым выростом на голове, изогнутым назад вдоль середины тела.

## Распространение
Европа, Южное и Восточное Средиземноморье, Кавказ, Урал, Южное Зауралье и Западный Казахстан. Завезён человеком в Северную Америку.

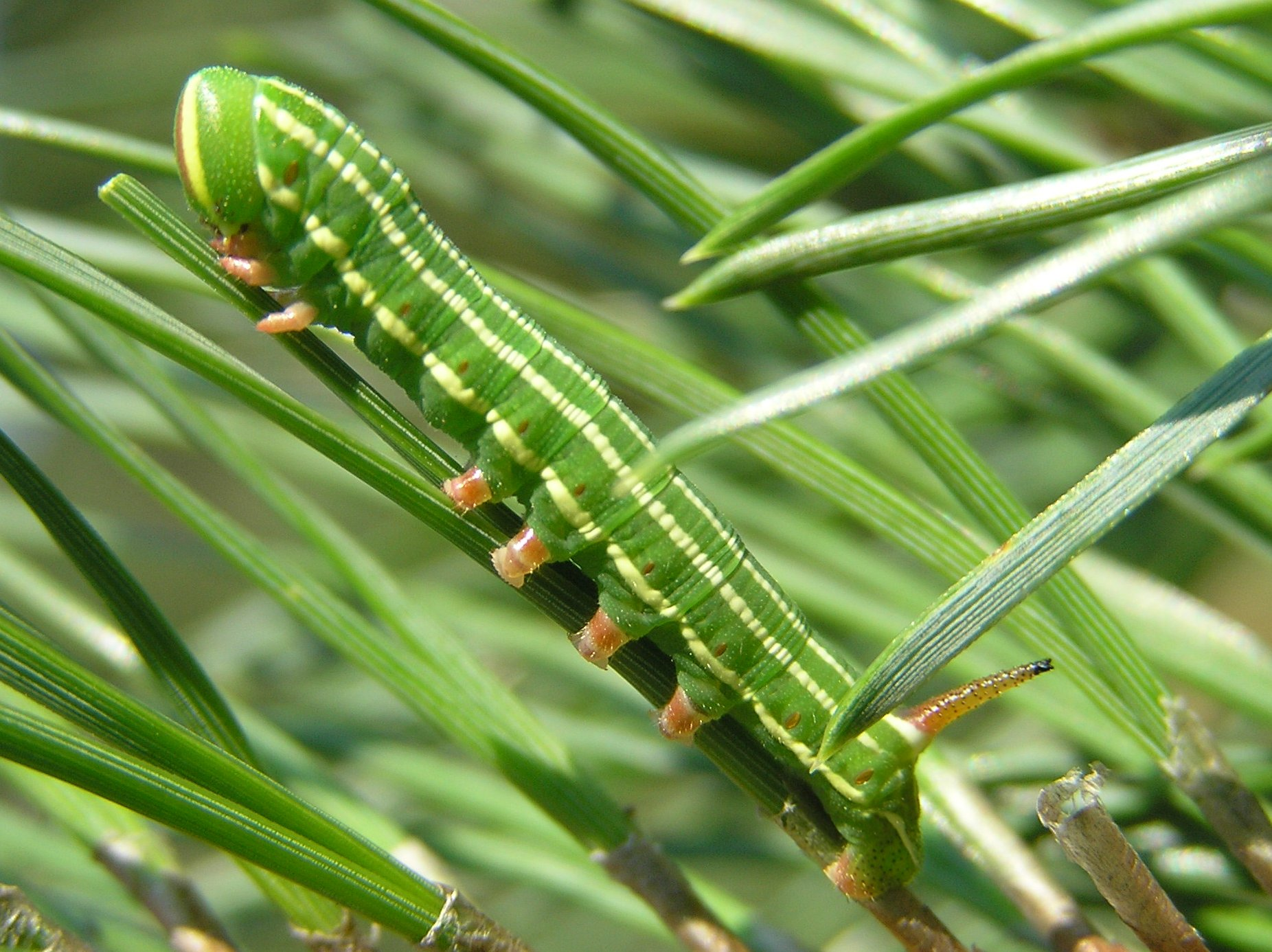
Молодая гусеница
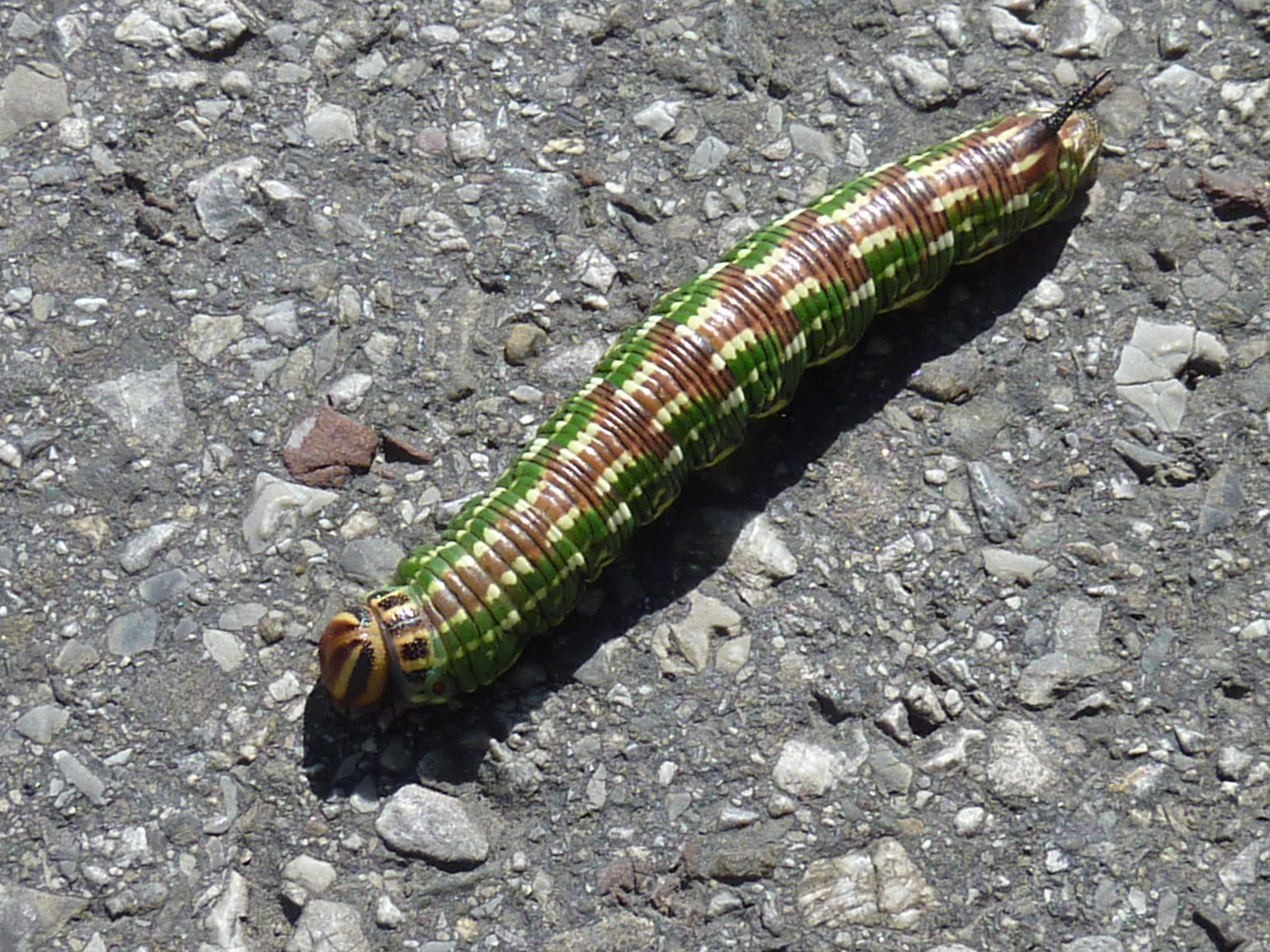
Взрослая гусеница
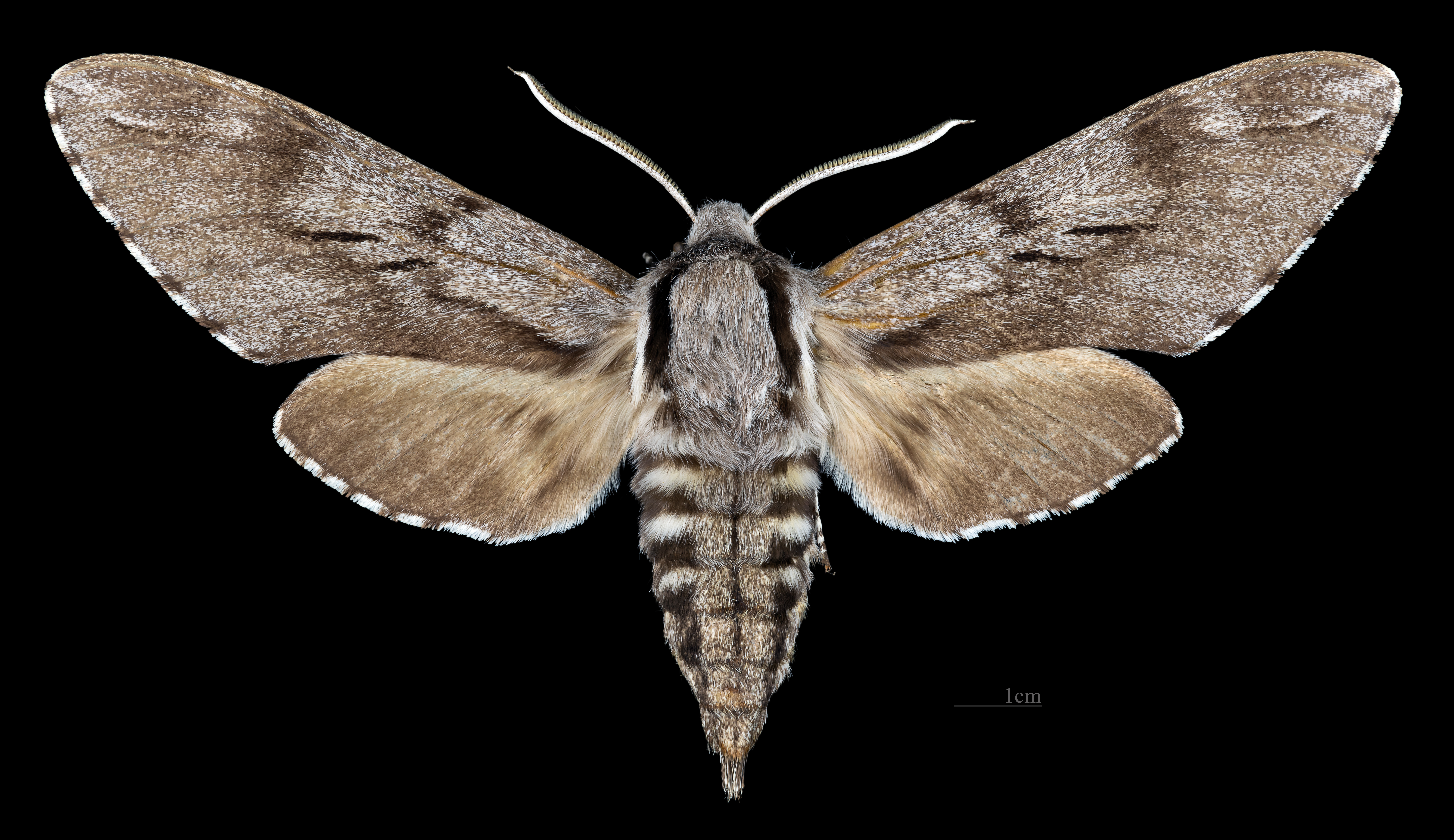
Sphinx pinastri ♂
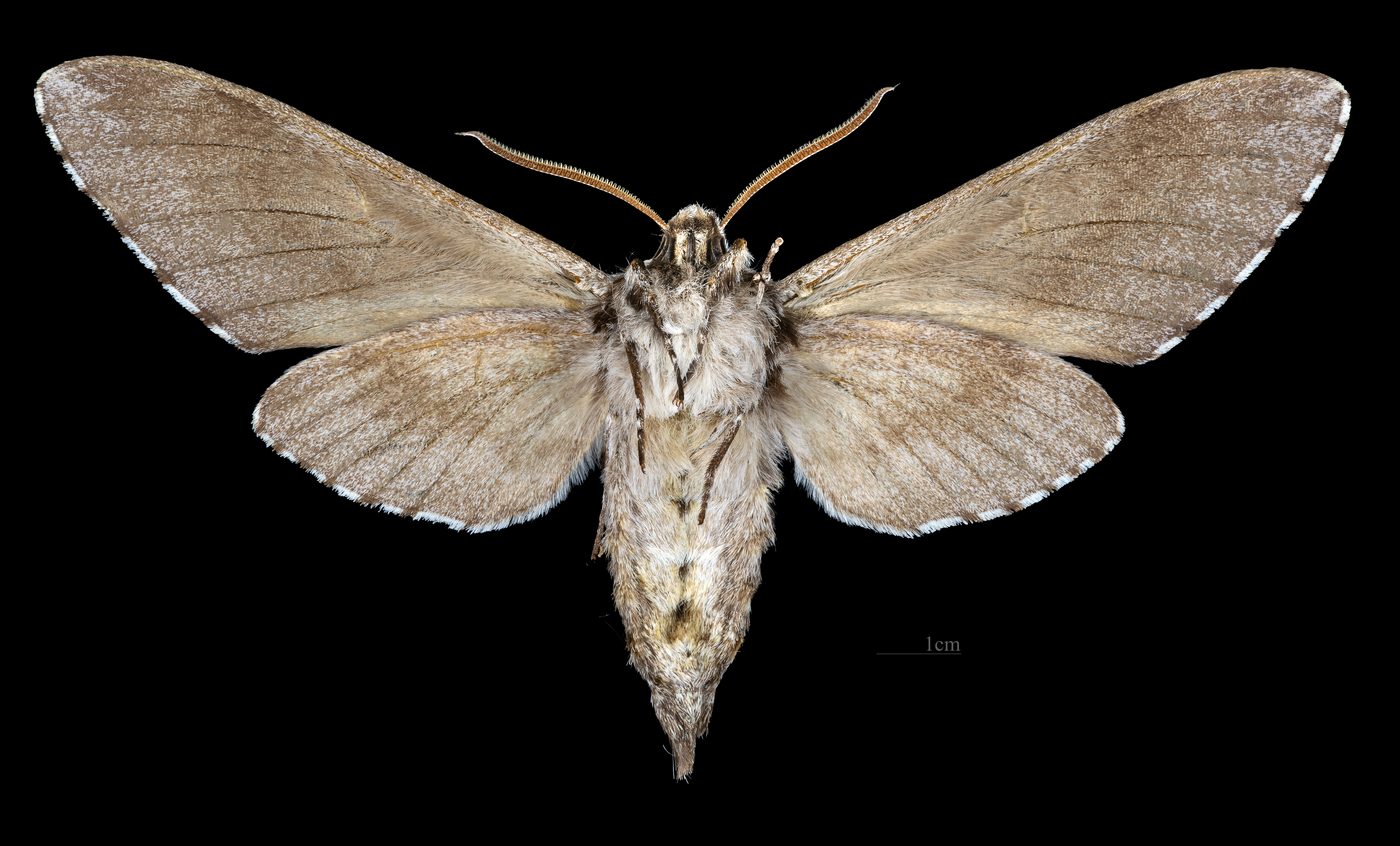
Sphinx pinastri ♂△
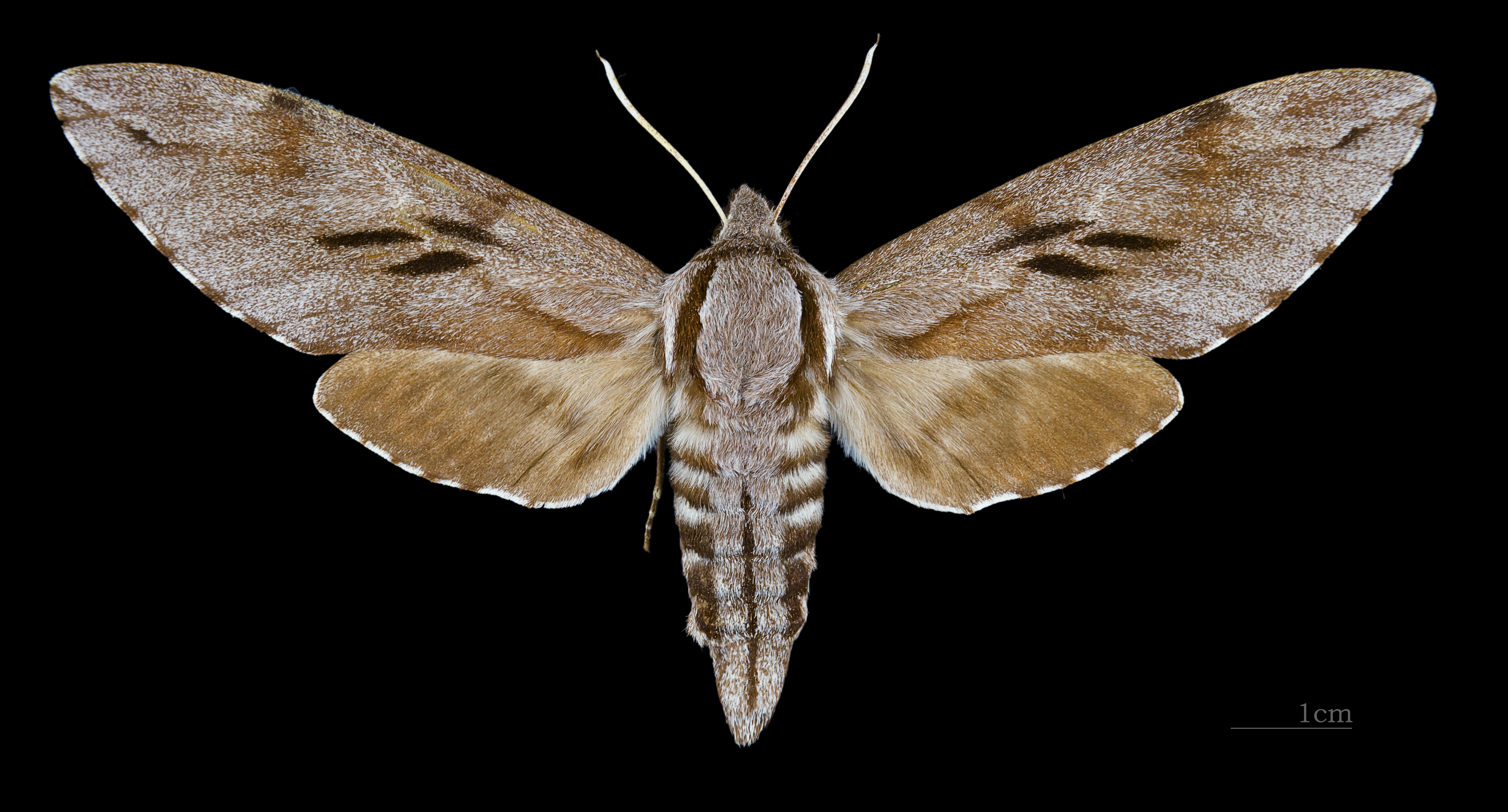
Sphinx pinastri ♀
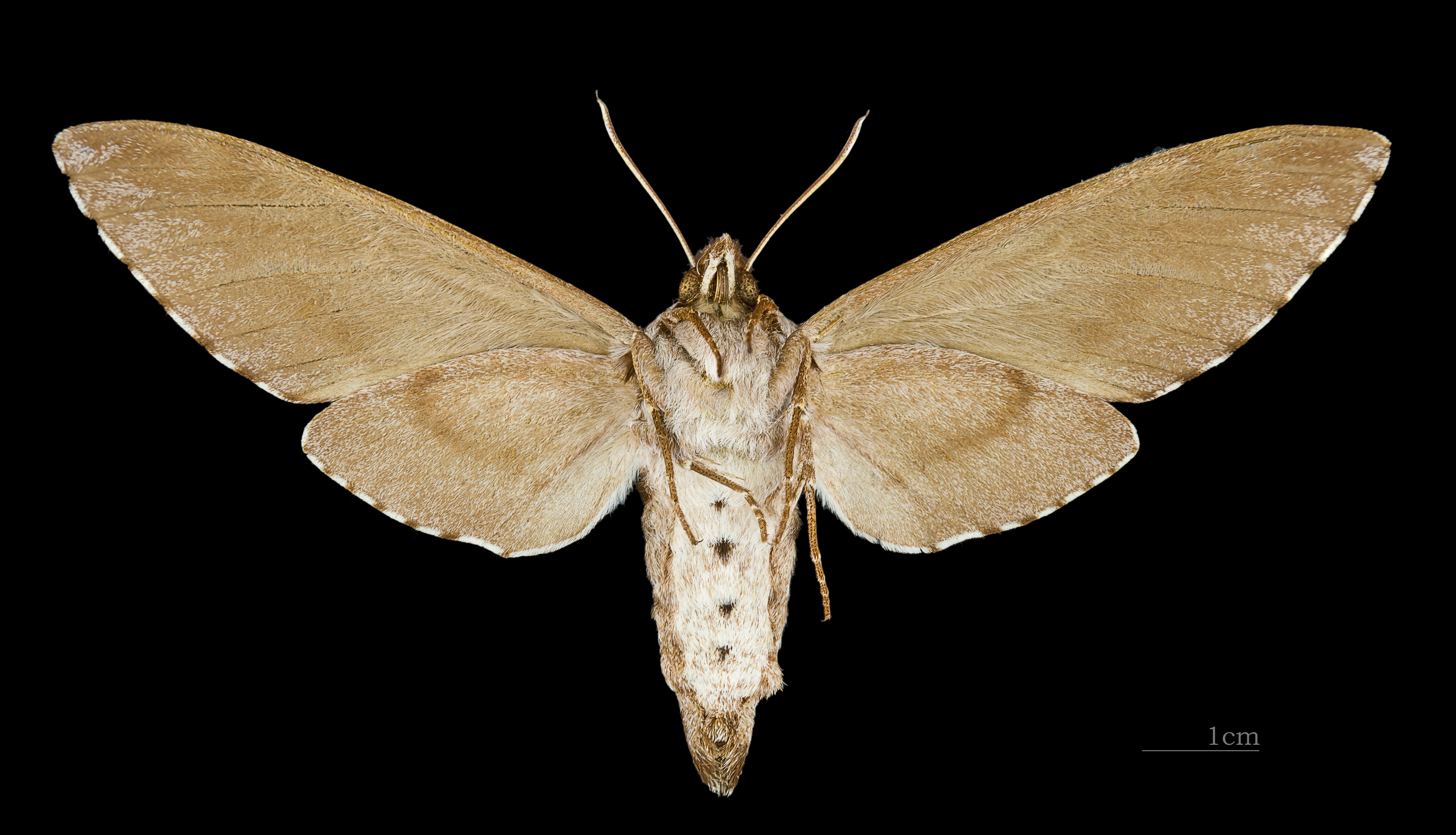
Sphinx pinastri ♀ △